# Uma, Duas ou Três (Punheta)
Uma, Duas ou Três (Punheta) é uma canção de rock onanista da banda Os Ostras. A canção foi lançada em 1996 como single do primeiro álbum da banda, intitulado "Os Ostras".
A canção chegou a figurar na 10.ª posição do Disk MTV. . Por conta disso, eles receberam uma indicação ao MTV Video Music Brasil 1997 na categoria "Escolha da Audiência".
A música também figura na coletânea "Mundo Rock", da Deck Discos.

## Créditos Musicais
- Valter Jabá Jr.  — vocal e guitarra solo;
- Marcio Garcia — baixo e vocal;
- Clayton Martim — bateria.

## Prêmios e Indicações
| Ano  | Prêmio                    | Trabalho                      | Indicação/Categoria  | Resultado | Ref.  |
| ---- | ------------------------- | ----------------------------- | -------------------- | --------- | ----- |
| 1997 | 3o MTV Video Music Brasil | "Uma, Duas ou Três (Punheta)" | Escolha da Audiência | Indicado  | [ 5 ] |